# Komazawa Olympiapark Hallenstadion
Das Komazawa Olympiapark Hallenstadion (japanisch 駒沢オリンピック公園 屋内球技場, Komazawa orinpikkukōen okunai kyūgi-ba) ist eine Sporthalle im Olympiapark Komazawa in der japanischen Hauptstadt Tokio.
Nachdem Tokio Austragungsort der Olympischen Sommerspiele 1964 wurde, sollten die Volleyballspiele unter anderem auf dem Spielfeld der Asienspiele 1958 ausgetragen werden. Aufgrund der geringen Größe, entschieden sich die Organisatoren jedoch dafür, eine Sporthalle zu errichten. Zwischen Dezember 1962 und Juni 1964 wurde an gleicher Stelle die Halle errichtet. Während der Olympischen Spiele bot die Halle 3908 Zuschauern Platz. Von diesen Plätzen waren 1300 temporäre Sitzplätze.
Zwischen Juli 2014 und Juli 2017 wurde die Halle vollständig saniert und verfügt nun über 1558 Sitzplätze. Im August 2017 wurde die Halle überschwemmt.